# Spice Networks
Spice Networks són un grup de canals per adults de pagament per visió llançat per primera vegada el març de 1994. Els serveis estan disponibles a través de cable, IPTV i satèl·lit, i disponible a més de 72 països, inclosos els Estats Units i fins a Nova Zelanda. Les xarxes emeten contingut per adults o pornografia. Originalment creat i propietat de Playboy Enterprises, Spice Networks, juntament amb el canal homònim Playboy TV i els drets d'explotació dels llocs web de Playboy (excepte el Playboy Cyber Club, que es va tancar més tard) es van vendre a Manwin (ara MindGeek) a finals de 2011. El domini Playboy.com fou tornat a comprar més tard a MindGeek, mentre que Spice Networks van canviar de nom amb els noms de les marques propietat de MindGeek.
A partir del 2018, Spice Networks operava quatre canals amb marques propietat de MindGeek: RKTV (abans ClubJenna i The Hot Network), Brazzers TV (abans Fresh! i Spice), BangU (abans SKiN TV, Shorteez & Spice 2) i Mofos (abans Spice Xcess i The Hot Zone).
Fora d'Amèrica del Nord, els canals de marca Spice Networks són operats per altres filials com Playboy Plus. Els canals que emeten fora dels EUA inclouen Adult Channel i Babes and Brazzers (Regne Unit i Irlanda), Brazzers TV Europe (la majoria dels països europeus, abans Private Spice), RKTV (Benelux, Europa central i Oriental), Spice TV (Corea) i antigament una versió neozelandesa de Brazzers TV.